# L'Arnacœur (bande originale)
Pour un article plus général, voir L'Arnacœur.
L'Arnacœur - Original Score est la bande originale composée par Klaus Badelt pour la comédie romantique française L'Arnacœur réalisée par Pascal Chaumeil et sortie en 2010.
Malgré la multitude de chansons entendues durant le film, cet album ne propose que la musique du compositeur.

## Liste des titres
Toute la musique est composée par Klaus Badelt.
| 1.    | Love Theme          | 1:50 |
| 2.    | Bodyguard           | 1:06 |
| 3.    | Juliette's Theme    | 0:42 |
| 4.    | Going for a Ride    | 0:29 |
| 5.    | Bicycle Chase       | 2:06 |
| 6.    | Rapprochement       | 1:44 |
| 7.    | Plane to Vegas      | 3:26 |
| 8.    | Beginning to Fall   | 0:32 |
| 9.    | Spying Bums         | 1:09 |
| 10.   | Carjacking          | 1:01 |
| 11.   | Wedding Dress       | 0:51 |
| 12.   | Monaco              | 1:09 |
| 13.   | Don't Cry           | 0:50 |
| 14.   | Debts               | 1:11 |
| 15.   | Near Kiss           | 0:55 |
| 16.   | Nuts                | 0:54 |
| 17.   | Matteo              | 0:40 |
| 18.   | Two of Us           | 0:46 |
| 19.   | Digging in the Dirt | 1:02 |
| 20.   | Desert Village      | 0:43 |
| 21.   | Dunes               | 0:52 |
| 22.   | Elevator            | 1:03 |
| 25:01 |                     |      |

## Musiques additionnelles
Outre les titres présents sur l'album, on entend dans le film les morceaux suivants :
- All the Right Reasons, Écrit par Christopher Potter et Klaus Badelt, Produit par Klaus Badelt, Voix de Rebecca Young, Publié par Christopher Potter (ASCAP) et KB Publishing (GEMA) Avec l'aimable autorisation de labelzero
- (I've Had) The Time of my Life, Écrit par Franke Previte, John DeNicola et Donald Markowitz, Interprété par Jennifer Warnes et Bill Medley, Du film Dirty Dancing (1987)
- (I've Had) The Time of my Life (version instrumental), Écrit par Franke Previte, John DeNicola et Donald Markowitz, Interprété par The John Morris Orchestra Avec l'aimable autorisation d'EMI Music Publishing
- The Story of the Impossible, Écrit par Peter Von Poehl, Interprété par Peter Von Poehl
- Son of a Preacher Man, Écrit par John Hurley et Ronnie Wilkins, Interprété par Dusty Springfield
- Taqtuqa
- Sufi Hamadcha
- Cherifa, Écrit par Armand Amar
- America, Écrit par Mark Richardson, "Dante Smith", Charles Stewart, K'Naan, Interprété par K/Naan with Mos Def et Charles Stewart
- All I Need is You, Écrit par Leigh Gracie
- Wake Me Up Before You Go-Go, Écrit par George Michael, Interprété par Wham!
- Chupee, Écrit par Marc Daumail et Morgane Imbeaud
- Ho Capito Che Ti Amo, Écrit par Luigi Tenco, Interprété par Wilma Goich
- Back in Town, Écrit par Izïa Higelin et Sebastien Hoog, Interprété par Izïa Higelin
- The Joker, Écrit par Steve Miller, Eddie Curtis et Ahmet Ertegün, Interprété par Steve Miller Band
- Starlight and You, Écrit par Lonnie Liston Smith, Interprété par Lonnie Liston Smith

### Œuvres de Frédéric Chopin
- Ballade no 1 en sol mineur, opus 23, Arrangements et interprétation de Caroline Duris
- Nocturne no 11 en sol mineur, opus 37 no 1, Interprété par Daniel Barenboim
- Valse no 11 en sol bémol mineur
- Nocturne en mi bémol majeur, opus 9 no 2